# Hieflauer Rechen

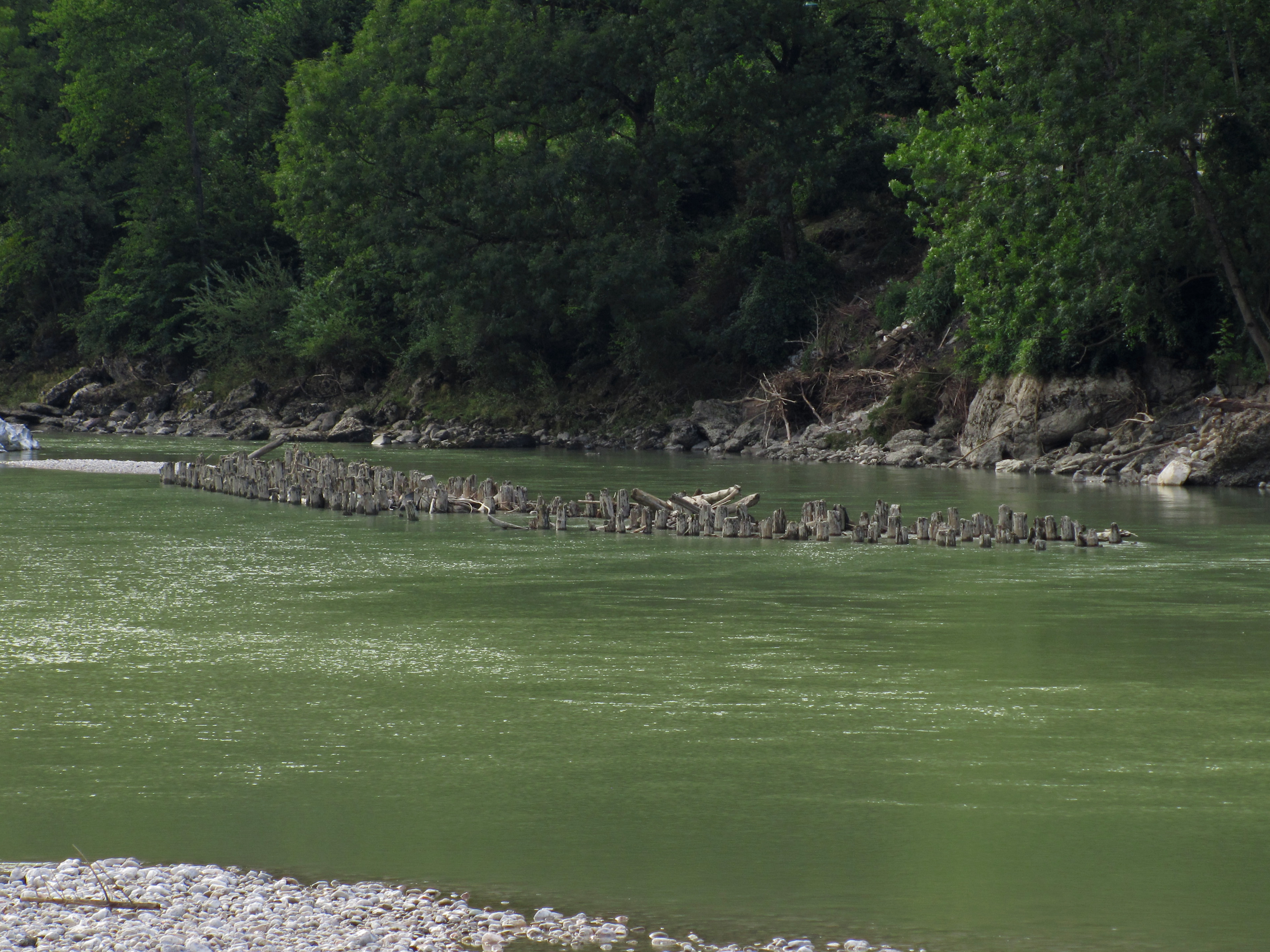
Piloten in der Enns bei Hieflau

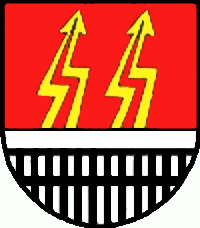
Rechen im Hieflauer Wappen

Der Hieflauer Rechen befand sich im Fluss Enns bei Hieflau in der heutigen Gemeinde Landl im Bezirk Liezen in der Steiermark. Er wurde 1574 durch Hans von Gasteiger erbaut. Die Reste des Rechens stehen unter Denkmalschutz (Listeneintrag).

## Geschichte
Der erste Hieflauer Rechen wurde 1502 auf Anordnung König Maximilians gebaut, um auf der Enns abwärtstriftende geschlägerte Baumstämme aufzufangen. Nach mehreren Hochwässern, die den alten Rechen zerstört hatten, erteilte Erzherzog Karl 1574 den Auftrag, einen neuen Rechen zu bauen. Dieser war 252 Meter lang und 11 Meter breit, und es war ihm ein 25 Meter langer Nebenrechen vorgelagert. Mit Wasseraufzügen, die man mittels Wasserrad bzw. in wasserarmen Zeiten durch ein Drehkreuz betrieb, hob man die Hölzer an Land, zerkleinerte sie und baute daraus Holzkohlenmeiler – bis ins Jahr 1800 liegende, sog. Langmeiler, später stehende, sog. Rundmeiler. Die Holzkohle wurde in den Eisenerzer Blähhäusern und Radwerken zur Roheisenerzeugung genutzt, später auch in Hieflauer Hochöfen. Gegen Ende des 19. Jahrhunderts verlor die Holzkohle durch die Umstellung auf Koks an Bedeutung, im Jahr 1908 wurde der Oberbau des Holztriftrechens entfernt.